# Das Zeichen der 4

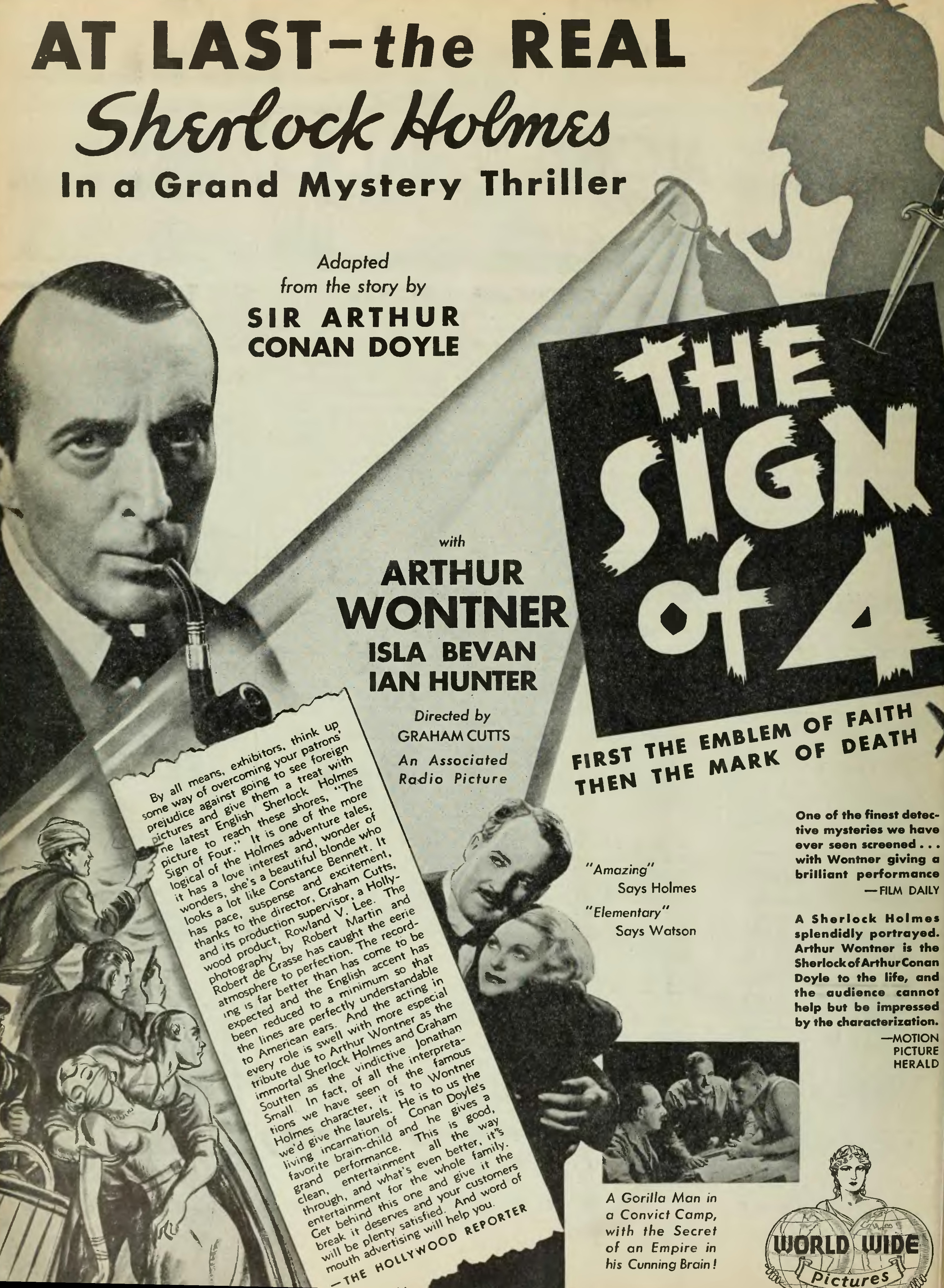
Werbung von Das Zeichen der 4 in The Film Daily (1932)

Das Zeichen der 4 (englischer Originaltitel: The Sign of Four: Sherlock Holmes’ Greatest Case) ist eine britische Verfilmung des Kriminalromans Das Zeichen der Vier von Arthur Conan Doyle.

## Handlung
In einer britischen Strafkolonie auf den Andamanen: der zu lebenslanger Haft verurteilte Jonathan Small weiß von einem in einer Festung versteckten Juwelenschatz. Er verrät den Ort den beiden Offizieren Captain Morstan und Major Sholto, dafür versprechen sie ihm eine Möglichkeit zur Flucht. Als Sholto und Morstan den Schatz gefunden haben, tötet Sholto Morsten, um die Juwelen für sich allein zu behalten. Small bleibt weiter gefangen.
Jahre später in London: Der inzwischen gealterte und gesundheitliche geschwächte Sholto lebt mit seinen zwei erwachsenen Söhnen Thaddeus und Bartholomew zusammen. Aus der Zeitung erfährt er, dass Small die Flucht gelungen ist, und fürchtet nun dessen Rache. Um sein Gewissen zu entlasten, beauftragt er seine Söhne, einen Teil des Schatzes Mary Morstan, einer Blumenhändlerin und Tochter von Captain Morstan, zukommen zu lassen. Als er Jonathan Smalls Schritte hört, die er wegen dessen Holzbein sofort erkennt, und dann Small selbst am Fenster stehen sieht, stirbt er an diesem Schreck.
Mary erhält daraufhin von Sholtos Söhnen eine wertvolle Perlenkette in einem Päckchen, zusammen mit einem anonymen Brief mit der Bitte um ein Treffen. Bald darauf wird in ihrem Blumenladen eingebrochen, und zwar von Small und einem Komplizen, die ihren Tresor vergeblich nach dem Schatz durchsuchen. Sie hinterlassen im leeren Tresor einen Brief mit der Drohung, Mary zu ermorden, falls sie die Polizei einschalten würde.
In ihrer Verwirrung wendet sich Mary an den Privatdetektiv Sherlock Holmes und seinen Assistenten Dr. Watson; die beiden Männer begleiten sie zum Treffen mit Thaddeus Sholto. Auf dem Weg zum Haus seines Vaters erzählt Thaddeus, dass sein Bruder Bartholomew den Schatz auf dem Dachboden gefunden habe. Dort angekommen, finden sie Bartholomew tot vor: Ermordet durch einen kleinen Giftpfeil, in seinem von innen verschlossenem Zimmer sitzend, und der Schatz wurde geraubt. Holmes findet heraus, dass der Mörder durch eine Dachluke ins Zimmer eingedrungen und durchs Fenster wieder verschwunden sein muss. Wegen des Pfeils und der auffällig kleinen Fußspuren vermutet er, dass der Täter ein Eingeborener der Andamanen ist. Der bald darauf eintreffende Polizeiinspektor Atherly Jones hat hingegen Thaddeus in Verdacht, seinen Bruder getötet zu haben.
Holmes kommt dem Schmuggler Mordecai Smith auf die Spur, der Small und seinen Komplizen helfen soll, mit dem Schmuck außer Landes zu kommen. In der Verkleidung eines alten, betrunkenen Seemanns geht Holmes in eine Hafenkneipe in der Nähe von Smiths Lagerhaus, um Näheres herauszufinden.
Watson hat die Aufgabe, Mary zu bewachen, und vor Small zu beschützen. Er hat den Verdacht, dass Small und seine Komplizen, ein am ganzen Körper tätowierter Mann und der Andamamen-Eingeborene Tonga, auf einem nahegelegenen Jahrmarkt zu finden sind. Er nimmt Mary dorthin mit, damit sie den Komplizen identifizieren kann, der ihren Blumenladen, getarnt als Kunde, vor dem Einbruch ausgekundschaftet hat. Doch auch der tätowierte Mann erkennt Mary wieder. Er und Small entführen Mary und bringen sie per Motorboot in Smiths Lagerhaus, verfolgt von Holmes und Watson. Dort kommt es zum Kampf, bei dem Tonga getötet wird. Watson und Holmes finden die gefesselte Mary, befreien sie, und übergeben den Schatz an die kurz darauf eintreffende Polizei.
Watson und Mary haben sich im Lauf der Ermittlungen immer mehr ineinander verliebt und in der Schlussszene nimmt sie seinen Heiratsantrag an.

## Unterschiede zur literarischen Vorlage
Gegenüber der Romanvorlage ist die Handlung vereinfacht und zeitlich gestrafft. So erhält Mary im Original sechs Jahre lang jährlich eine Perle, und nicht sofort die ganze Kette. Small ertrinkt im Film in der Themse, während er im Roman festgenommen wird. Durch sein Geständnis wird dem Leser die Vorgeschichte des Schatzes und seines Lebens in Indien vor der Gefängniszeit offenbart.

## Produktion
Der von Associated Talking Pictures (ATP) produzierte Film wurde in den Ealing Studios in London gedreht und kam am 12. Mai 1932 in die britischen Kinos; in den USA erschien er im August desselben Jahres. Die deutschsprachige Version erschien in Österreich 1935. 2003 wurde die Originalversion auch auf DVD veröffentlicht.
Es war der dritte Teil einer fünfteiligen Reihe von Sherlock-Holmes-Filmen mit Arthur Wontner in der Hauptrolle.